# Darzamat
Darzamat — польський музичний колектив з міста Катовиці. На думку критиків, творчість гурту поєднує різні стилі екстремальної музики і в основному характеризується як симфонічний блек-метал, дарк-метал і дез-метал, окрім того присутні елементи паган-металу та готик-металу. Учасники також використовують нестандартну комбінацію чоловічого і жіночого вокалу: традиційний для блек-метал скриминг лідера групи поєднується з глибоким голосом вокалістки, а також її агресивною манерою співу.
Колектив сформували учасники блек-метал гурту Mastiphal — Рафал «Flauros» Горал і Шимон Струшек в 1995 році. Назва Darzamat було взято з слов'янської міфології. За час свого існування група записала п'ять повноформатних студійних альбомів, один міні-альбом і один відео альбом у форматі DVD. Деякі записи групи позитивно сприймаються музичними критиками. Колектив виступав на багатьох музичних фестивалів, в тому числі і досить великих.

## Етимологія назви
Назва колективу походить від імені одного з божеств «матушек» латиської міфології — «Матінки саду» (латис. Dārza māte).
Композиція «Secret Garden» з дебютного альбому групи присвячена саме їй.
Вокалістка Агнешка «Nera» Горецка на питання про походження назви відповіла наступне:
| Назва колективу походить з латиської міфології і означає ім'я богині саду, яка мені дійсно подобається, оскільки воно здається мені дуже «природним», близьким до природи і язичництва. Оригінальний текст (англ.) The name comes from Latvian mythology and it denotes garden goddess ("darzs" - "garden", "mate" - "mother"), which I really like as it seems to me very "organic", close to the nature and paganism. |

Слово «Darzámat» вимовляється з наголосом на другий склад. Це відповідає фонетиці польської мови, хоча слово є складним, похідне і запозичене з латиської. Варто зазначити, що іноді, зокрема, англійською мовою, назва колективу помилково вимовляється з наголосом на перший склад.

## Концепція творчості

### Натхнення

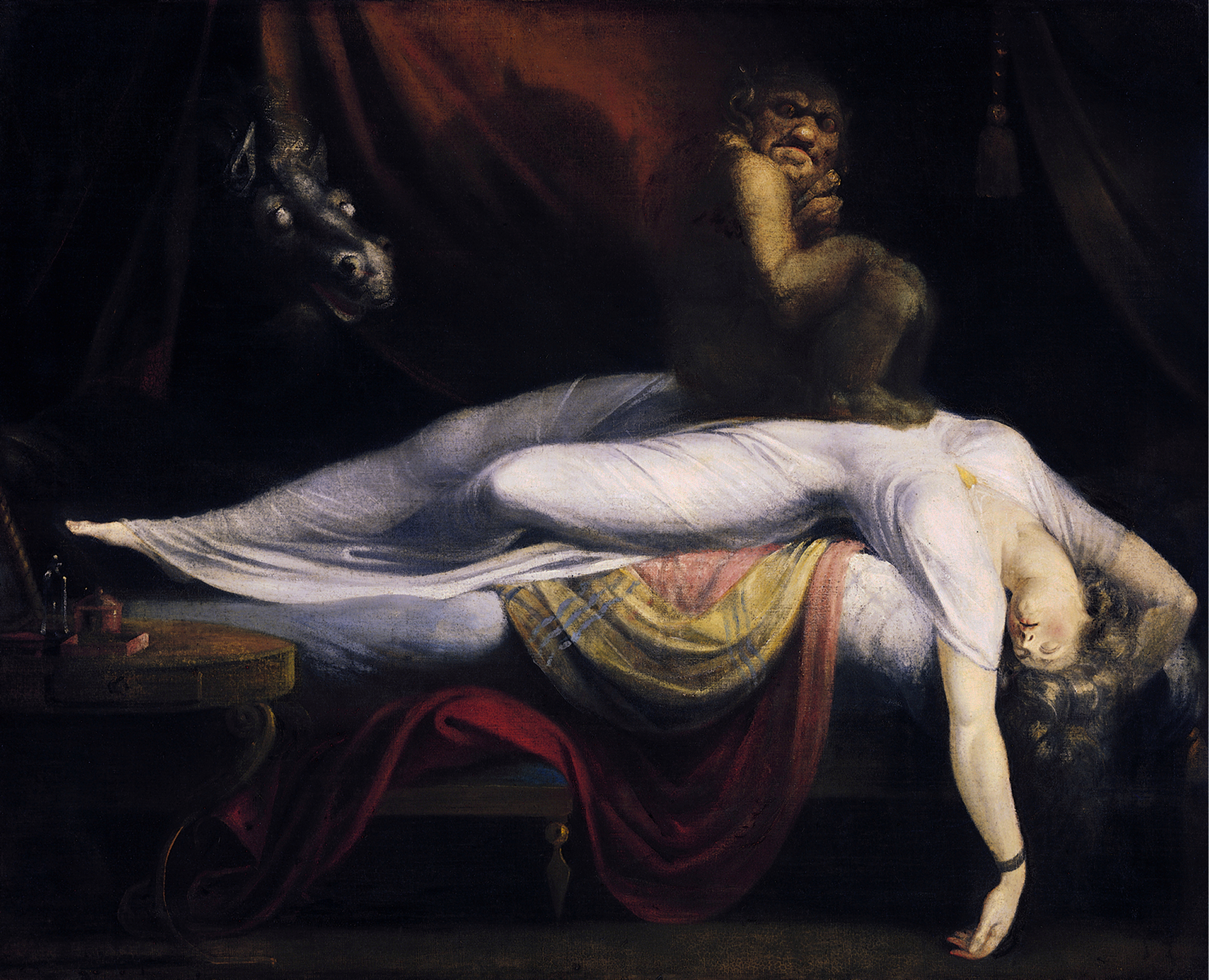
«Мара» — дух, що уособлює нічне жахіття, є одним з персонажів слов'янської міфології у творчості групи. Полотно Йоганна Генріха Фюссли. 1781 рік.

Flauros, лідер і вокаліст гурту, не вважає, що її учасники повинні «обмежувати себе», і позитивно ставиться до стилістичних експериментів. Серед цікавих йому колективів він виокремив Satyricon, Morbid Angel, Cynic, Green Carnation і Antimatter. Вокалістка Nera зазначила, що слухає музику різних стилів, включно з металом, ембієнтом, джазом і класикою. Вона також зазначила серед надихаючих її виконавців Emperor, Satyricon, Peccatum, Ulver, Opeth, Pink Floyd і Лешека Можджера (пол. Leszek Możdżer).

### Вокал
Вокальні лінії вокалісти завжди писали для себе самі. Flauros здатний співати тенором і використовує різні типи вокалу. Однак, як правило, він застосовує різновиди скримингу і гроулінгу, і в цілому є типовим блек-метал вокалістом. На перший погляд може здатися, що дует вокалістів Darzamat є популярною у готик-металі парою «красуня і чудовисько». Але, на відміну від стандартного в таких випадках оперного сопрано вокалістки, Nera володіє тембром голосу близьким до контральто. Вона здатна співати співочими методами і колоратурно, при цьому використовуючи не тільки класичний підхід до даних шкіл, але й емоційні прийоми, що містять шепіт і стогони. Манера співу вокалістки настільки ж агресивна і виразна, як і вокал лідера.

### Лірика
Текст пісень пишуть обидва вокалісти. Flauros був єдиним автором лірики з моменту заснування гурту і до приходу Nera, що проявила себе в складі Darzamat вперше під час запису SemiDevilish. У написанні тексту для цього альбому також взяли участь лідер і засновник польського блек-метал колективу Christ Agony, Цезарій «Cezar» Аугустинович (пол. Cezary Augustynowicz), музикант колективу Даміан «Daamr» Ковальські, а також Zaakh. Лідер Darzamat висловлює у своїй творчості «чоловічу» агресію і ненависть. Nera у свою чергу пише про те ж з протилежної точки зору і намагається при цьому висловлювати емоції з притаманними жінкам сексуальністю і чуттєвістю. Вокалістка іноді створює особливий дизайн інтер'єру в місцях, де вона працює або просто проводить час. За словами лідера гурту, це допомагає їй зосередитися і позитивно впливає на процес виробництва. Етнічна складова творів у жіночому вокалі підходить до тематики тексту.

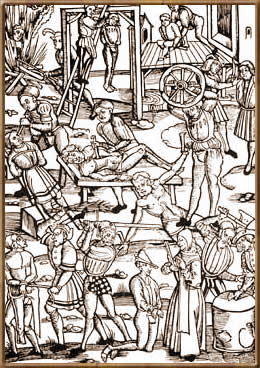
Тортури, яким піддавалися звинувачені в єресі — широко використана тема на Transkarpatia. Середньовічна гравюра. 1508 рік.

Лірика творів з дебютного альбому колективу "In the Flames of Black Art, як і текст з EP In the Opium of Black Veil, пов'язана з міфологією, містикою, а також вимислами. Те ж стосується і Oniriad. Анти-релігійними настроями і темами, пов'язаними з окультизмом, притаманні традиційному блек-металу, тематика наповнилася лише з приходом Nera, на альбомі SemiDevilish. Transkarpatia була доповнена мотивами, пов'язаними з епохою святої інквізиції і проблематикою переходу західних слов'ян від язичництва до християнства, несучи в лірику елементи паган-металу. На Solfernus' Path ідея дещо ускладнилася, зв'язавши композиції єдиною концепцією. Текст запису, як і сам сюжет, що послужив основою, тяжіють до вимислів.

### Музика
Автором всієї музики на дебютному записі колективу In the Flames of Black Art був співзасновник гурту Шимон Струшек. Велика частина матеріалу була синтезована. Пізніше, на EP In the Opium of Black Veil йому допомагав гітарист і басист Daamr, а також ударник Крістіан «Bomba» Бітом.
На Oniriad музику писали Шимон, гітарист і басист Кшиштоф «Chris» Михалак, а також Бартломей Кравчик (пол. Bartłomiej Krawczyk). Під час запису SemiDevilish авторами музики з першої по десяту доріжку включно були Daamr і Chris, останню ж написав Cymeris — музикант Mastiphal. Chris разом з клавішником Патріком "Spectre" Кумором писали музику для двох наступних записів колективу — Transkarpatia і Solfernus' Path. Практично весь матеріал гурту містить складну структуру композицій, непередбачувані інструментальні фігури і лінії вокалу, а також різного роду неокласичні пасажі.
Перший запис колективу In the Flames of Black Art є стилістичною комбінацією на межі традиційного блек-металу і ще не до кінця сформованого на той час його симфонічного підстилю. Альбом, тим не менш, містить і деякі особливості, що виокремлюють його із загальної маси видань жанру. Серед нетрадиційних елементів можна відзначити епізодичний чистий чоловічий вокал. За дебютним альбом видано In the Opium of Black Veil, який стилістично від нього майже не відрізнявся. Проте варто відзначити, що, на відміну від попереднього, здебільшого синтезованого запису, цей міні-альбом звучить «природніше» завдяки роботі гітариста і ударника. Трохи більш виразними стали клавішні інструменти. Oniriad, став компромісом Flauros і Струшека, був прийнятий критиками досить неоднозначно. Громадськість побачила в новому виданні гурту зовсім пересічний готик-метал. Крім того, Flauros, будучи блек-метал вокалістом, не зовсім добре проявив себе на альбомі як виконавець, який володіє класичним співом. Через це вокальний матеріал став неякісним. Після серйозних змін у складі і приходу нової вокалістки Nera у своєму третьому повноформатному альбомі SemiDevilish колектив повертається до блек-металу. На цей раз звучання доповнено більш важкими вкрапленнями дез-металу. Повернулася і «темна» атмосфера. Починають проявлятися аранжування народної музики. Завдяки роботі двох гітаристів-композиторів і дуету вокалістів, які писали текст, а також роботі сторонніх поетів, матеріал дуже складний, різноманітний і досить якісний. Transkarpatia містить більш яскраво виражені елементи паган-металу. Гурт звучить більш «атмосферно». Партії інструментів стали складнішими, а оркестрові вставки стали вживатися частіше. Матеріал Solfernus' Path є технічно удосконаленішим порівняно з попереднім повноформатним записом. Велика частина партій стала складніше.

## Історія

### 1995-1999. Початок
Колектив Darzamat був заснований в 1995 році у Польщі в місті Катовиці учасниками вже сформованого на той час блек-метал колективу Mastiphal — вокалістом Flauros і мультиінструменталістом Шимоном. Ідея створити новий проект зародилася у Шимона, і спочатку Darzamat задумувався як його сольний проект. Однак у підсумку Шимон зрозумів, що не володіє такими вокальними даними і вмінням писати тексти пісень, як Flauros, і запросив свого колегу до співпраці в новій групі. Шимон відразу ж узяв собі псевдонім «Darzamath» для того, щоб підкреслити свою «глибоку зв'язок» з творчістю групи. Flauros був і залишається прихильником консервативного погляду на екстремальну музику. Darzamath ж завжди був прихильником більш «м'якої» і меланхолійної музики, а також сучасних способів обробки матеріалу. Творчість нової групи повинно було стати чимось середнім між традиційним блек-металом та сучасною симфонічною музикою з елементами спеціальних звукових ефектів і різного роду доповнень. У 1996 році до групи приєдналася вокалістка Катажина «Kate» Банашак.
Дебютний альбом In the Flames of Black Art був самостійно записаний в польській студії Cyber і виданий у співпраці з польським лейблом Faithless в 1997 році. У групи незабаром з'являється достатня кількість прихильників і на них звертає увагу преса. Критики оцінили альбом, як «втілення оригінальності». Незважаючи на кілька пропозицій підписати контракт за кордоном, група все одно вирішує співпрацювати з тим же польським лейблом. Влітку до колективу приєднується барабанщик і гітарист групи Dragon — Bomba і Daamr, а Darzamath в тому ж році змінює псевдонім на Simon.
У 1999 році група відправляється в студію Cyber і спільно з Faithless самостійно записує перший EP In the Opium of Black Veil. Після випуску міні-альбому підписує контракт з італійськими Avantgarde і йде на довгостроковий відпочинок в зв'язку з рішенням Simon створити свою студію. Нове «дітище» було вирішено наректи Post Street.

### 2001-2003. Війна поглядів
У 2001 році в новій студії колектив приступає до запису матеріалу для наступного альбому. Робота ведеться в «поганій атмосфері». Трапляються періодичні сварки, майбутній альбом стає причиною розбрату засновників групи — Flauros і Simon. З групи йде гітарист Daamr та його замінює Chris. Також пішов ударник Bomba і його місце зайняв Павеу «Paul» Худжицьки.
У 2002 році два перших альбоми групи були перевидані лейблом Metal Mind з обкладинками, що помітно відрізняються від оригіналів. Крім того, нова версія In the Flames of Black Art містила додаткову доріжку, композицію «Storm» в новій обробці, а на In the Opium of Black Veil була представлена перероблена «Ancient Philosophy». Відразу після запису матеріалу, не чекаючи виходу альбому, Kate пішла з колективу з особистих причин.
У 2003-му за підтримки Avantgarde гурт видає свій другий повноформатний альбом Oniriad. На композицію «When the Dreams Died» був знятий відеокліп. Альбом став «продуктом не зовсім органічного симбіозу» кількох музичних стилів. Flauros очікував зовсім не цього і залишився незадоволений своїм альбомом. За його словами, він пропонував занадто багато компромісів під час запису. У підсумку Flauros «ставить ультиматум» і змушує Simona покинути групу. Відповідальним за вставки і клавішні інструменти стає Spectre. Daamr повертається і разом з Chris вони приступають до запису нового матеріалу. Всі учасники колективу вважають, що гурту потрібен жіночий вокал щоб «заповнити нішу». Незабаром до них приєднується Nera, яка раніше виступала в MidnightDate. Нова вокалістка активно влилася в життя Darzamat, допомагаючи в пошуку музикантів нового складу. У тому ж 2003 році в групу приходить барабанщик Томаш «Golem» Данчак.

### 2003-2005. Відродження забутого

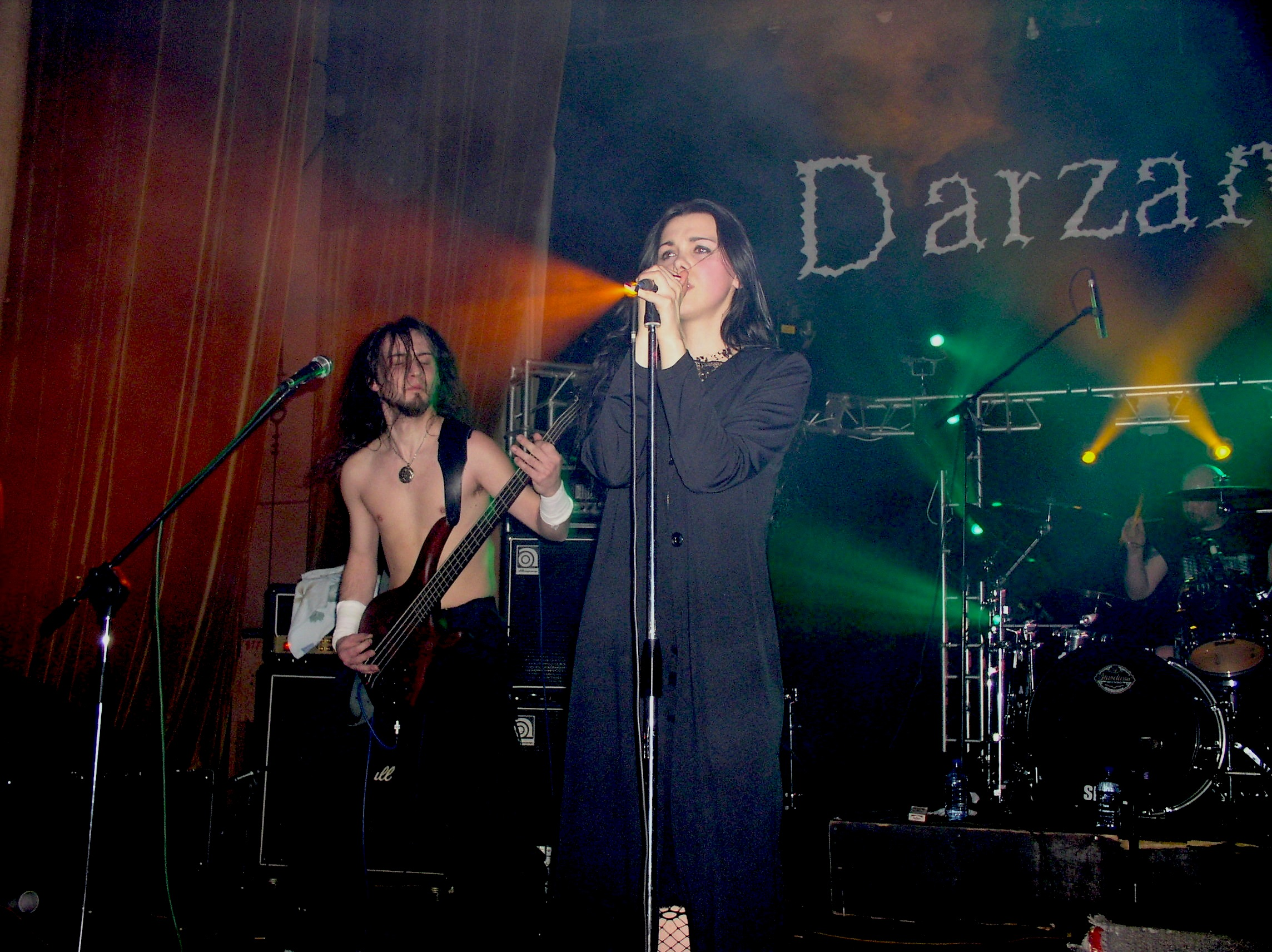
Зліва направо: Daamr, Nera і Golem. «Moscow After Midnight». 2004 рік.

У тому ж 2003 році фундаментально оновлений склад колективу почав роботу над новим альбомом. На цей раз робота йшла простіше. У музикантів вже були ідеї і деякі записи, а нова вокалістка підходила до концепції творчості та «атмосфери» групи, яку вона сама допомагала створювати. Немаловажливим фактором також можна вважати і те, що тепер у колективі не виникало серйозних розбіжностей.

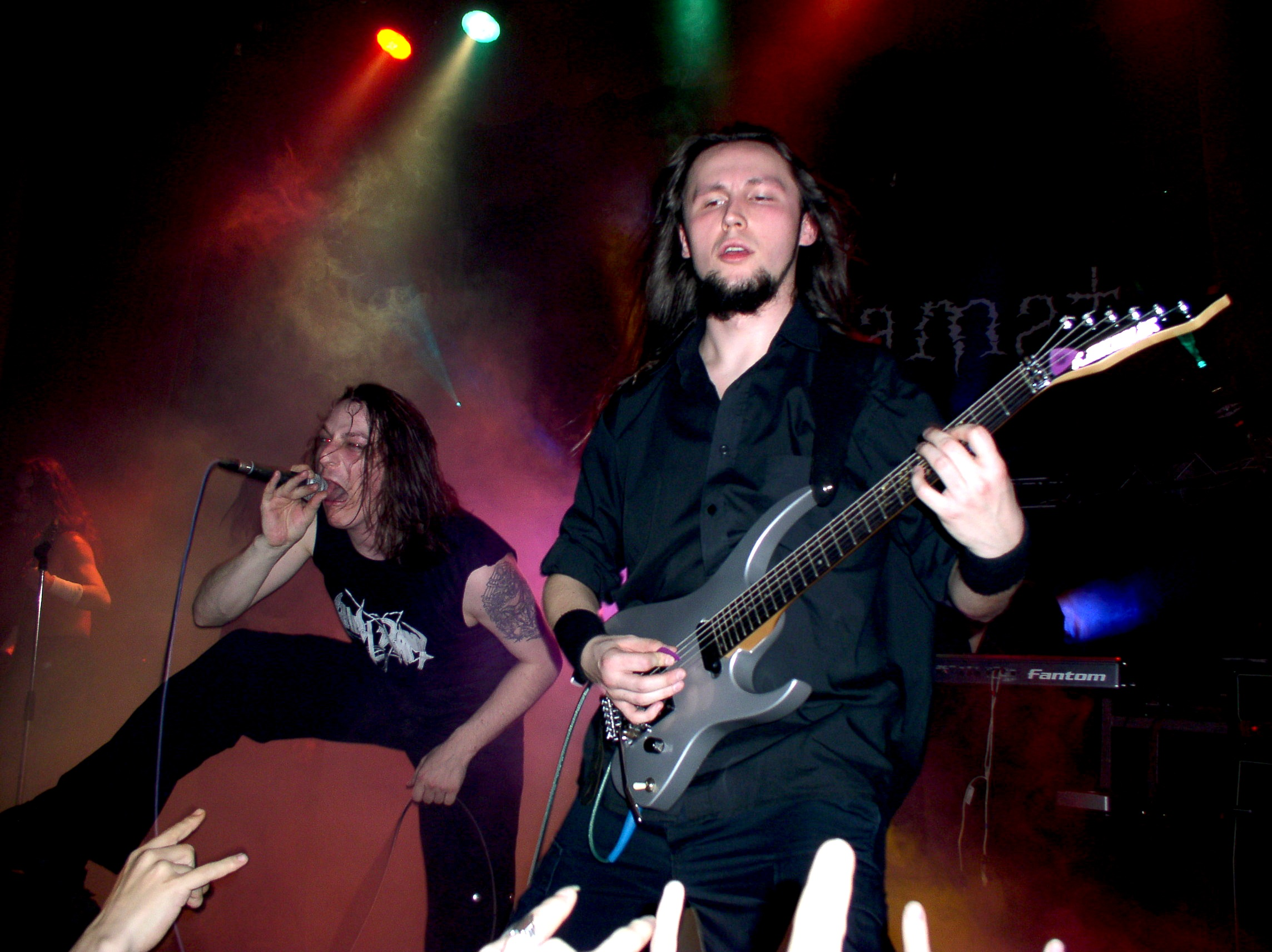
Flauros і Chris. «Moscow After Midnight». 2004 рік.

У 2004 році колектив разом з Faithless видає обмеженим тиражем збірник Seven Golden Fires, до складу якого увійшли перший альбом гурту In the Flames of Black Art і міні-альбом In the Opium of Black Veil. На цей момент альбом є своєрідною рідкістю серед шанувальників гурту.
У тому ж році в співпраці з польськими Metal Mind група проводить запис нового, третього за рахунком альбому SemiDevilish. На композиції «In Red Iris» і «Era Aggression» Даміан Вольф (пол. Damian Wolff) зняв відео.
Позитивне ставлення до запису критиків і слухачів призводить до численних запрошень на фестивалі. Колектив вперше виходить на сцену. Протягом короткого проміжку часу група виступила на досить великій кількості майданчиків, у тому числі і на «Brutal Assault». Після випуску альбому і проведення кількох фестивалів гітарист і басист Daamr йде з групи. Новим басистом стає Кшиштоф «Bacchus, Xycho» Куосек. З тих пір Chris став єдиним гітаристом колективу. У 2005-му група продовжила активну концертну діяльність.

### 2005-2007. Абсолютна якість

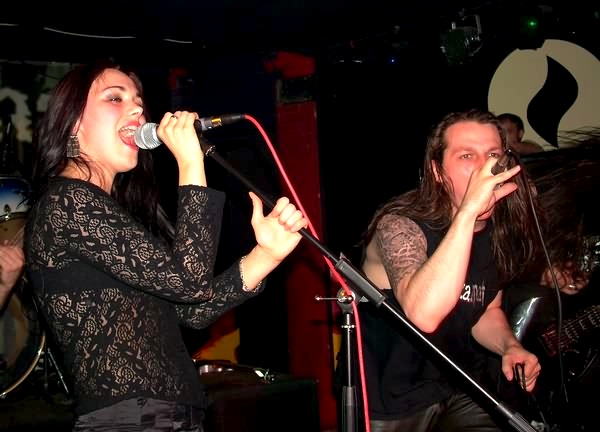
Nera і Flauros. 2005 рік.

У березні 2005-го колектив вперше відвідав фестиваль «Metalmania». Шоу було не дуже тривалим, але саме цей виступ, на думку лідера колективу, «знаменувало вихід Darzamat на велику сцену», оскільки фестиваль проводиться в рідному для колективу і багатьох його учасників місті.

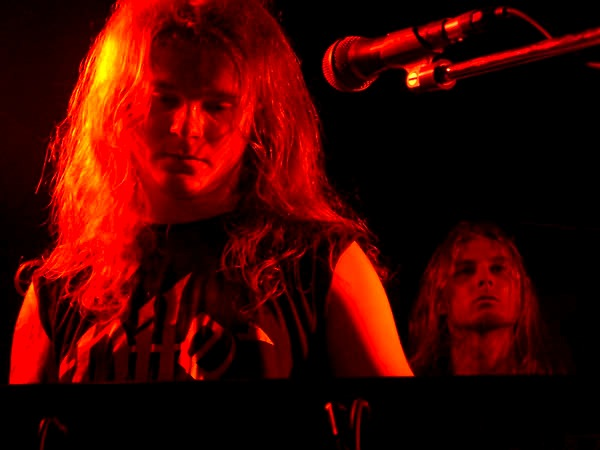
Spectre і Bacchus. 2005 рік.

Четвертий альбом Darzamat отримує назву Transkarpatia. Для запису колектив вирушає в польську студію MAQ. Обробку матеріалу було вирішено проводити в шведській студії Los Angered з метою підвищити підсумкову якість звучання. Продюсером альбому став Енді ЛаРок (англ. Andy LaRocque) — знаменитий гітарист King Diamond і колишній музикант Death. Альбом був виданий на початку грудня 2005-го за підтримки Metal Mind. На композицію «The Burning Times» Беніамін Швед (пол. Beniamin Szwed) був знятий відеокліп.
Transkarpatia отримує велику кількість позитивних відгуків, завдяки чому колектив запрошують на європейські концерти та фестивалі. Мачей «Darkside» Ковальські, відомий співпрацею з Crionics і Goderak, стає ударником. У квітні 2007 року Darzamat відправляються разом із Hate, Crionics and Sammath Naur в спільний тур «Rebel Angels» за Польщі.

### 2007-2008. Велика сцена

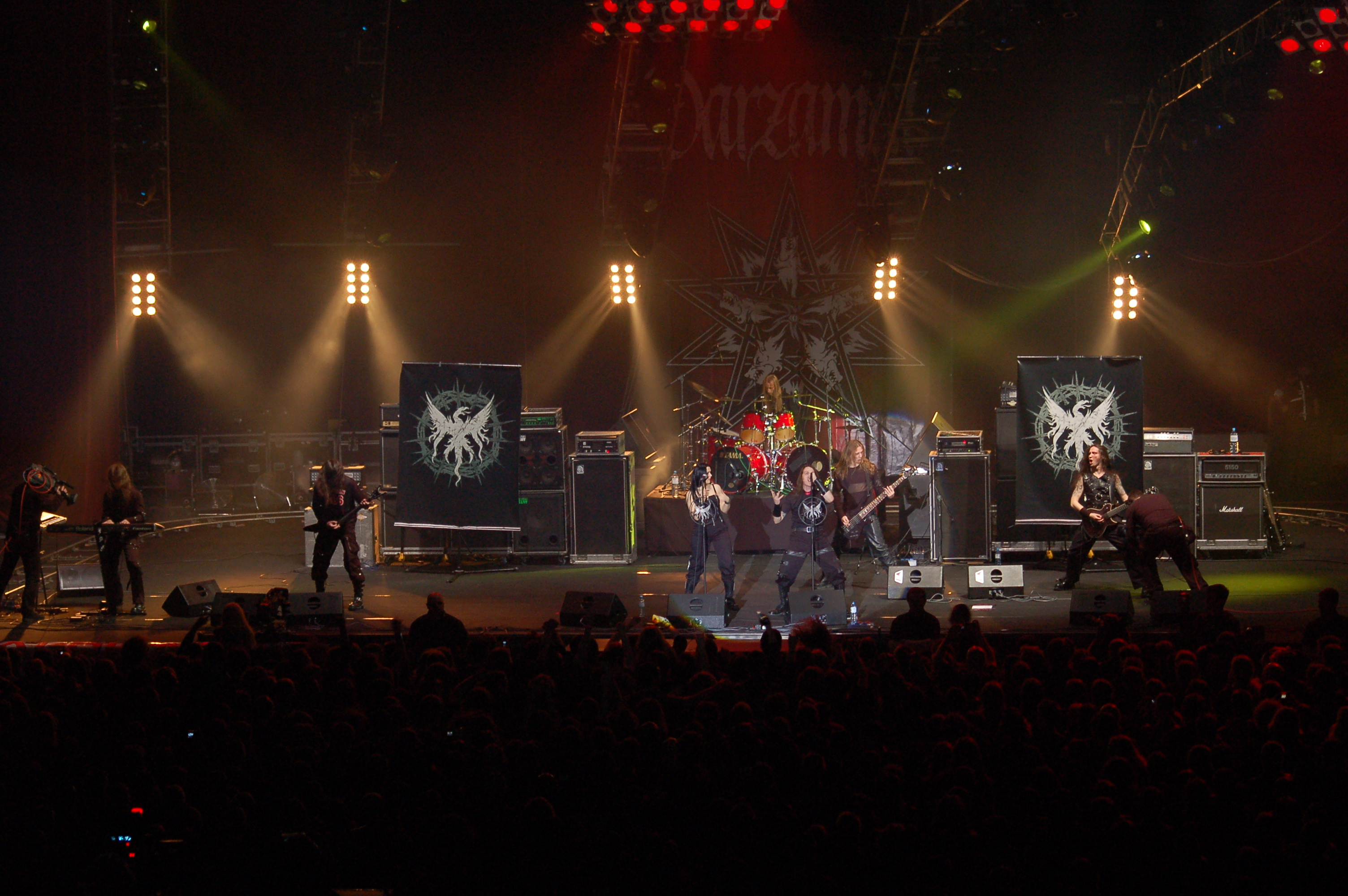
Зліва направо: Spectre, Daamr, Nera, Darkside, Flauros, Bacchus і Chris. «Metalmania». 2007 рік.

Навесні 2007 року гурт знову дав концерт на «Metalmania», який на той момент найбільш широко охоплював творчість групи. Спеціальним гостем виступу став Роман Костржевски (пол. Roman Kostrzewski) з польського колективу KAT, а другим гітаристом був Daamr. Darzamat також виступили на «Winternachtstraum Festival», і обидва виступи були записані на відео. 30 червня того ж року за підтримки Metal Mind колектив видав запис цих концертів на DVD під назвою "Live Profanity (Visiting the Graves of Heretics"). Це видання стало першим відео альбомом групи. Крім концертів у ньому містилися інтерв'ю з учасниками гурту, в якому вони розповіли про історію колективу і кар'єрах окремих учасників, відеокліпи і інші додаткові матеріали.
У тому ж році Bacchus і Darkside покинули колектив. У 2008 році сесійним ударником стає Маріуш «Rogol» Преткевич, відомий співпрацею з тими ж KAT.

### 2008 — Теперішній час. Новий підхід

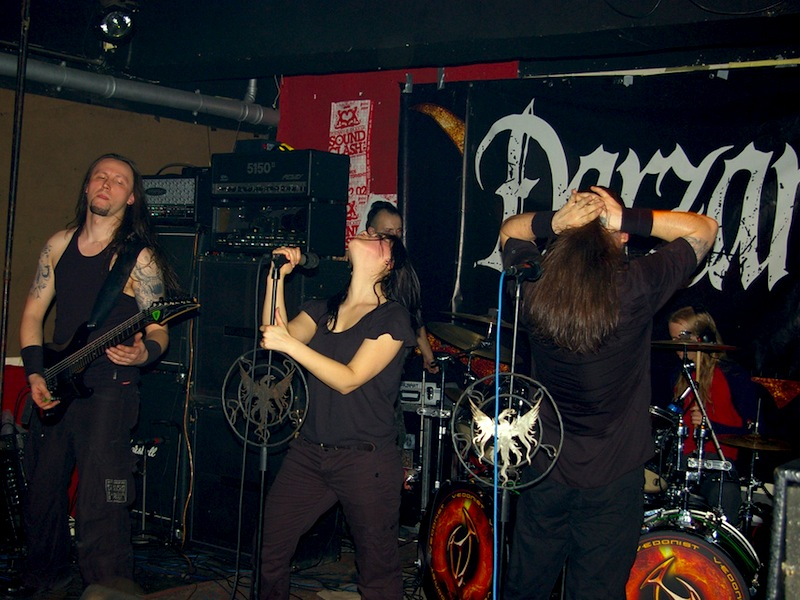
Зліва направо: Chris, Nera, Flauros і Darkside. «Rebellion Tour». 2010 рік.

В 2008 році колектив приступає до запису нового матеріалу. У групи вже були ідеї і «начерки» для концептуального альбому і в квітні 2009 року колектив підписує контракт з німецькими Massacre. 28 серпня того ж року гурт видає свій п'ятий альбом під назвою Solfernus' Path. Запис був виданий також на азіатському ринку за підтримки Spiritual Beast і містив невелике доповнення у вигляді звіту зі студії. Матеріал був записаний в польських студіях HH Poland, MAQ і Red Room. Частина роботи, тим не менше, була зроблена поза межами Польщі в шведських студіях Sonic Train і Black Lounge. За обробкою звернулися до Йонаса Чєльгрена (швед. Jonas Kjellgren) — гітариста Scar Symmetry.

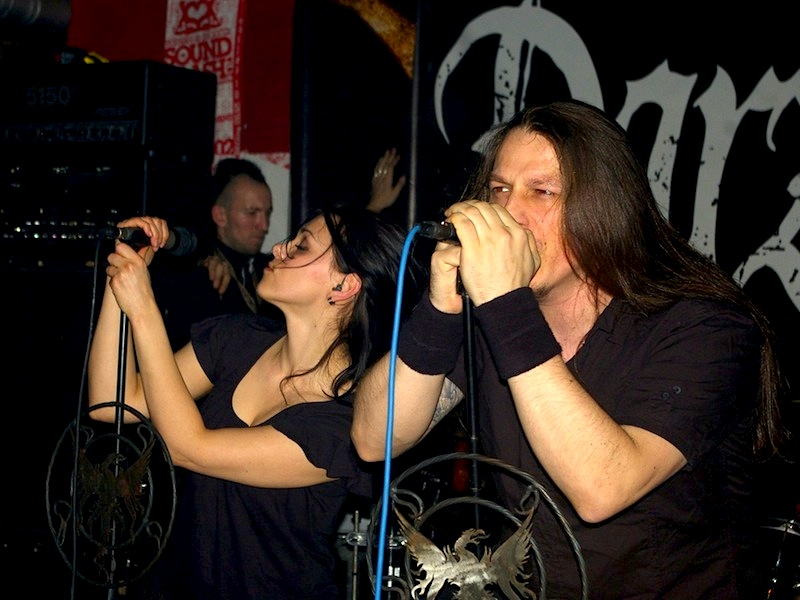
Nera і Flauros. «Rebellion Tour». 2010 рік.

На платівці також як гості присутні Енді ЛаРок і Рой Майорга — ударник Stone Sour і колишній учасник Soulfly.
У жовтні група підписала контракт з німецьким концертним агентством «Go Down Believing» та в підтримку запису виступила на бельгійському «Metal Female Voices Festival». У липні у зв'язку з тим, що другий день українського фестивалю «Про Рок» був скасований, деякі з запрошених виступили практично безкоштовно в клубі «Чеширський Кіт» в Києві. Серед них були Finntroll, Rotting Christ і Darzamat. 1 листопада група виступила спільно з фінами з Korpiklaani в Мексиці. Після випуску альбому і досить тривалих турів вокалістка колективу Nera за підтримки кількох інших учасників розпочала сольний проект NeraNature, а вокаліст Flauros після більш ніж десятирічної паузи «повернув до життя» проект Mastiphal. У 2009 році після запису Solfernus' Path сесійним басистом стає Марек "Markus" Ткоч. На місце ударника повернувся Darkside. У 2010 році колектив разом з Hate та кількома іншими групами брав участь у «Rebellion Tour». Відповідальний за клавішні інструменти Spectre, а потім і Darkside пішли з колективу у тому ж році.

## Дискографія

### Повноформатні альбоми
- In the Flames of Black Art[ru] (1997)
- Oniriad[ru] (2003)
- SemiDevilish[ru] (2004)
- Transkarpatia[ru] (2005)
- Solfernus' Path[ru] (2009)

### Міні-альбоми
- In the Opium of Black Veil (1999)

### Збірники
- Seven Golden Fires(2004)

### Відео альбоми
- Live Profanity (Visiting the_Graves of_Heretics) (2007)

### Відео на композиції
- «When the Dreams Died» — 3:06 (Oniriad, 2003)
- «Era Aggression» — 4:03 (SemiDevilish, 2004)
- «In Red Iris» — 4:34 (SemiDevilish, 2004)
- «The Burning Times» — 4:40 (Transkarpatia, 2006)

## Склад групи
|         |      |       |
| Flauros | Nera | Chris |

### Поточний склад
- Рафал «Flauros» Горал (пол. Rafał Góral) — вокал (1995—дотепер)
- Агнешка «Nera» Горецка (пол. Agnieszka Górecka) — вокал (2003—дотепер)
- Кшиштоф «Chris» Міхалак (пол. Krzysztof Michalak) — гітара, бас-гітара (2001—дотепер)

### Сесійні музиканти
- Марек «Markus» Ткоч (пол. Marek Tkocz) — бас-гітара (2009—дотепер)

### Колишні учасники
- Шимон «Darzamath, Simon» Струшек (пол. Szymon Strużek) — гітара, бас-гітара, клавішні, програмування (1995-2003)
- Катажина «Kate» Банашак (пол. Katarzyna Banaszak) — вокал (1996-2002)
- Даміан «Daamr» Ковальські (пол. Damian Kowalski) — гітара, бас-гітара (1997-2001, 2003-2004, 2007-2008)
- Крістіан «Bomba» Бітом (пол. Krystian Bytom) — ударні (1997-2001)
- Павеу «Paul» Худжіцкі (пол. Paweł Chudzicki) — ударні (2001-2003)
- Томаш «Golem» Данчак (пол. Tomasz Dańczak) — ударні (2003-2006)
- Патрік «Spectre» Кумур (пол. Patryk Kumór) — клавішні (2003-2010)
- Кшиштоф «Bacchus, Xycho» Куосек (пол. Krzysztof Kłosek) — бас-гітара (2004-2007)
- Маріуш «Rogol» Преткевич (пол. Mariusz Prętkiewicz) — ударні (2008-2009)
- Мачей «Darkside» Ковальські (пол. Maciej Kowalski) — ударні (2006-2007, 2009-2010)